# Sân bay nội địa Qaisumah
Sân bay nội địa Qaisumah (IATA: AQI, ICAO: OEPA) là một sân bay ở Qaisumah, Hafar Al-Batin, tỉnh Đông, Ả Rập Xê Út. Tên chính thức là Sân bay nội địa Hafar Al-Batin.
Sân bay bắt đầu năm 1962 bằng một đường băng cho máy bay của Dakota vận chuyển nhân viên của ARAMCO giữa các trạm của đơn vj này ở vùng phía bác vương quốc. Hiện sân bay này có đường băng dài 3000 m có thể phục vụ máy bay Boeing 737. Diện tích sân bay là 11 triệu mét vuông.

## Các hãng hàng không và các tuyến điểm
- Nas Air (Ả Rập Xê Út)
- Saudi Arabian Airlines